# Cholo ecuatoriano

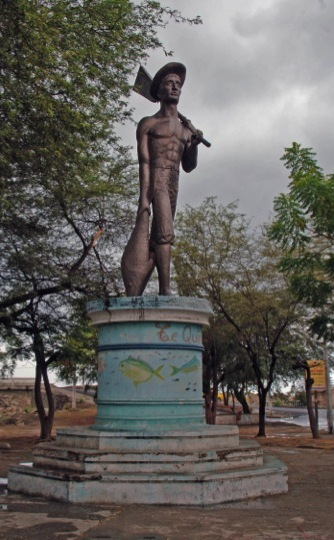
Monumento al pescador en Manta

El cholo ecuatoriano hace referencia a un grupo de campesinos tanto de la costa como del austro de este país. Su identidad empezó a forjarse a finales del siglo XIX y se consolidó en el siglo XX a través de la literatura y la música. En la actualidad al igual que los chazos campesinos del austro de Ecuador en Loja, no gozan de reconocimiento oficial por parte del estado por lo que las personas no se pueden identificar oficialmente como miembros de este grupo ante el censo oficial.

## Cholo pescador
Los cholos pescadores son generalmente las personas del litoral ecuatoriano que se encuentran en la península de Santa Elena y Manabí. Son personas que tienen un mestizaje con una mezcla de indígena-mestizo e indígena-afro, a diferencia de los montuvios, el aporte indígena es mayor. Es junto a los montuvios la base de la identidad campesina en esta región de Ecuador. Los cholos del litoral se encuentran presentes en muchas obras literarias, en especial en los libros del Grupo de Guayaquil que está conformado por cinco autores: Demetrio Aguilera Malta, Joaquín Gallegos Lara, Enrique Gil Gilbert, José de la Cuadra y Alfredo Pareja Diezcanseco.
La etnia de los cholos pescadores en Ecuador tiene tradiciones y costumbres muy arraigadas que se reflejan en sus festividades y en su vida diaria. Celebran fiestas religiosas y populares como la Semana Santa, Navidad, y las fiestas de la Virgen de las Mercedes y San Agustín, además de aplicar sus propias costumbres en actividades cotidianas como la pesca, la siembra, y la alimentación. Históricamente, han demostrado un profundo conocimiento de su entorno, lo que les ha permitido vivir de forma sostenible. Esta sabiduría ancestral se extendía incluso a la medicina tradicional, ya que utilizaban plantas y minerales para curar enfermedades sin necesidad de médicos modernos.

### Costumbres
A pesar de su rica herencia cultural, el turismo en las comunidades de cholos pescadores no está desarrollado plenamente. Aunque se promueven deportes extremos y la venta de artesanías, estas actividades no constituyen un motor económico significativo para la región. Durante los días festivos, algunas mujeres preparan y venden comida en sus chozas, ofreciendo a los visitantes una muestra de su gastronomía tradicional. Sin embargo, su economía se basa principalmente en la pesca artesanal, la agricultura, la cría de ganado, y la producción de sal, además de la confección de sombreros de paja toquilla.
En la actualidad, las tradiciones y costumbres de los cholos pescadores enfrentan el riesgo de desaparecer debido al impacto de la aculturación y la globalización. Este fenómeno amenaza su valioso patrimonio cultural intangible, el cual es un legado que la sociedad debe esforzarse por proteger. A lo largo de la historia, han demostrado una notable capacidad de adaptación y un profundo respeto por su medio ambiente. Su vestimenta, que consiste en faldas y blusas para las mujeres y pantalones arremangados con sombrero para los hombres, junto con sus viviendas construidas con madera y caña, reflejan su estilo de vida arraigado en la costa ecuatoriana.

### Reconocimiento oficial
Los cholos pescadores buscaron ser visibilizados en el último censo de 2022 que se realizó en Ecuador, con el fin de poder ser tomados en cuenta de la misma manera que los montuvios. Para ello existieron diálogos que se mantuvieron con las autoridades encargadas de realizar el censo: 

el presidente de la Federación del Pueblo Cholo, Gilberto de la Rosa, señaló que tienen presencia en siete provincias -seis de la Costa y una de la Sierra (Azuay)- por lo que su interés es ser visibilizados en el próximo censo, mientras ejecutan las acciones necesarias para ser reconocidos en la Constitución. Asimismo, garantizó la participación activa de su organización en el proceso censal: “Vamos a hacer un barrido mi Ecuador. (…) Somos gente que venimos del mar y este 2020 es del pueblo cholo”, puntualizó.

Sin embargo, esto no fue incluido en los resultados del censo de 2022.

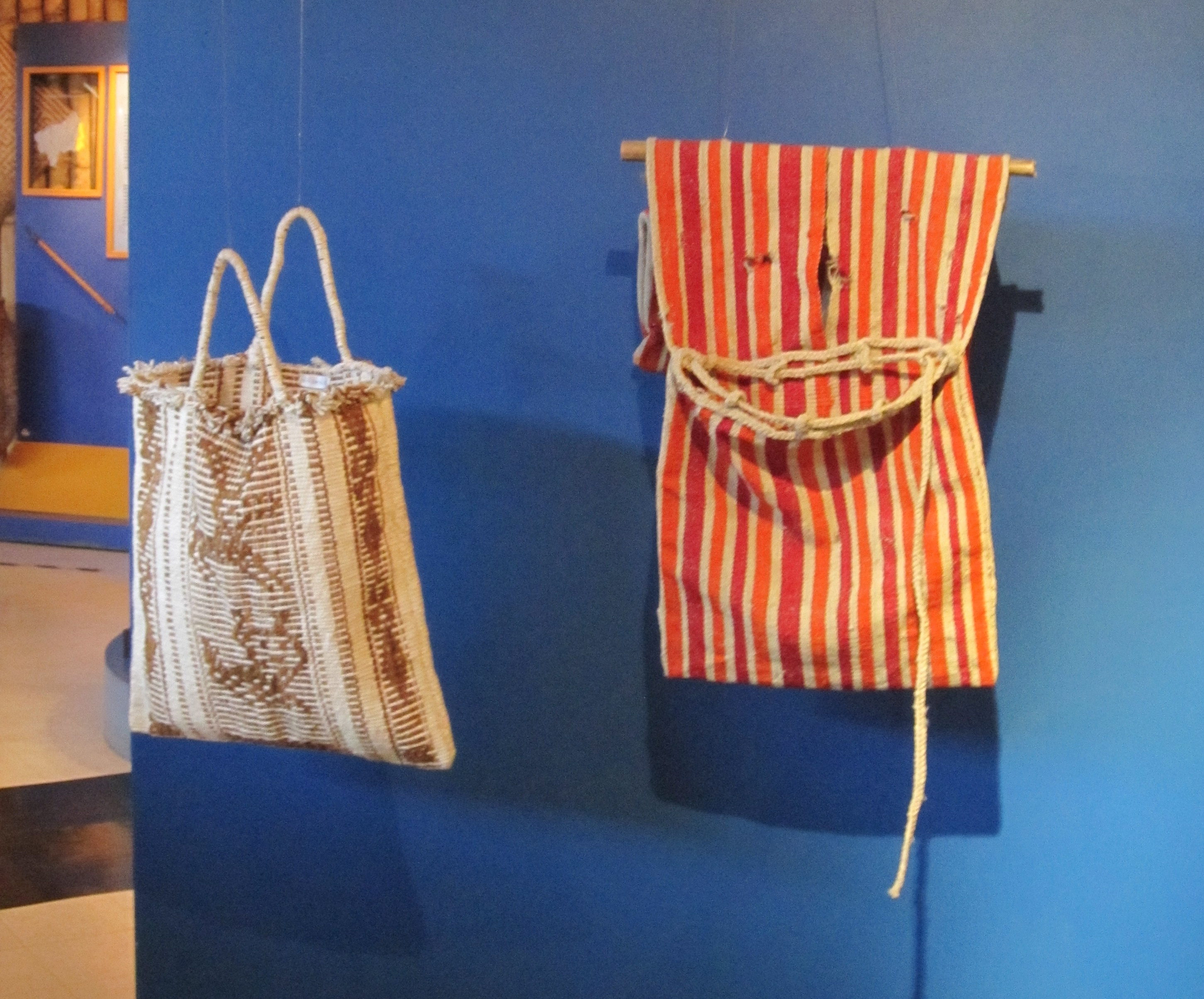
Bolsas tradicionales de los cholos pescadores
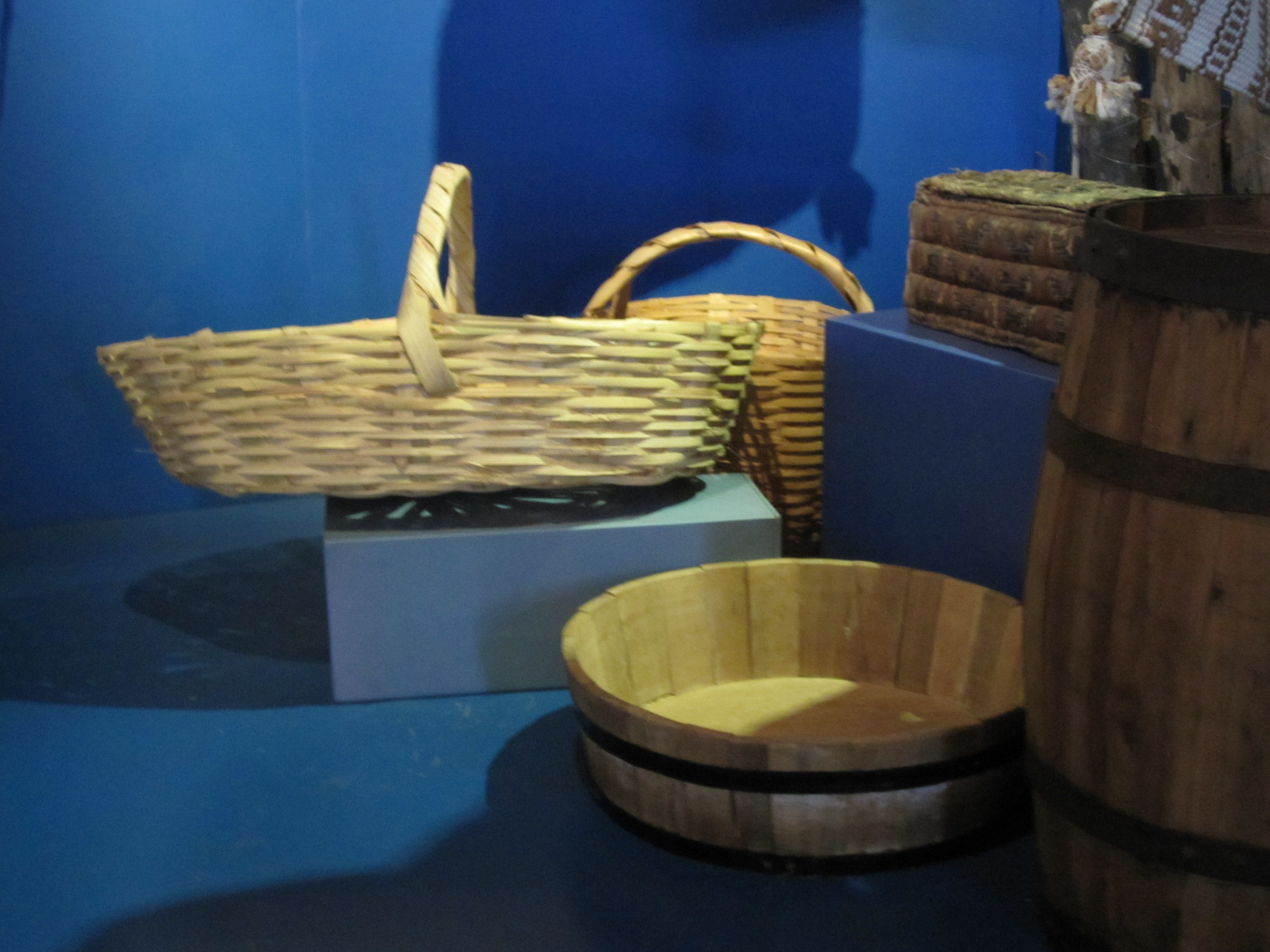
Canastas tradicionales de los cholos pescadores
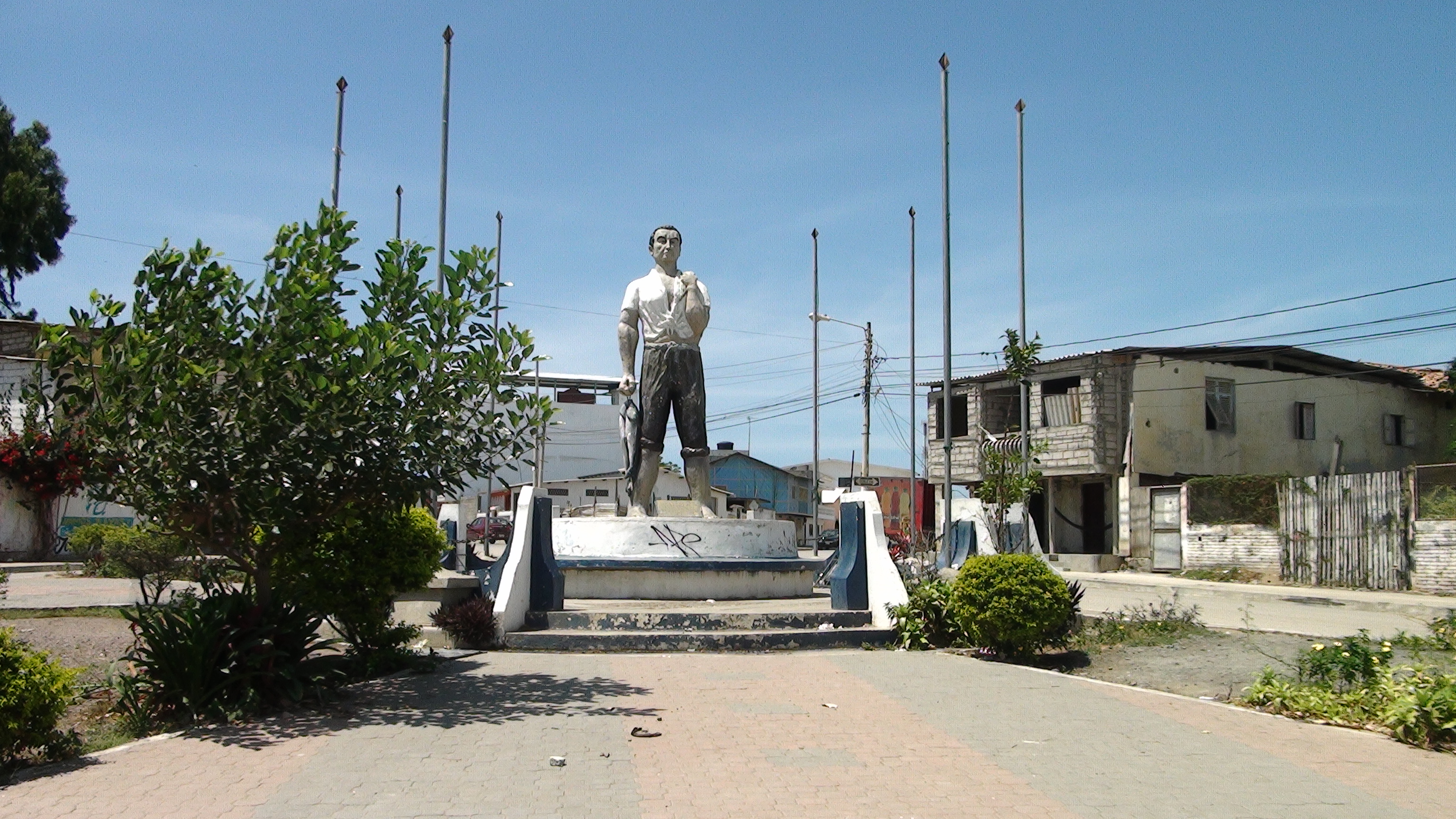
Monumento al pescador en Playas
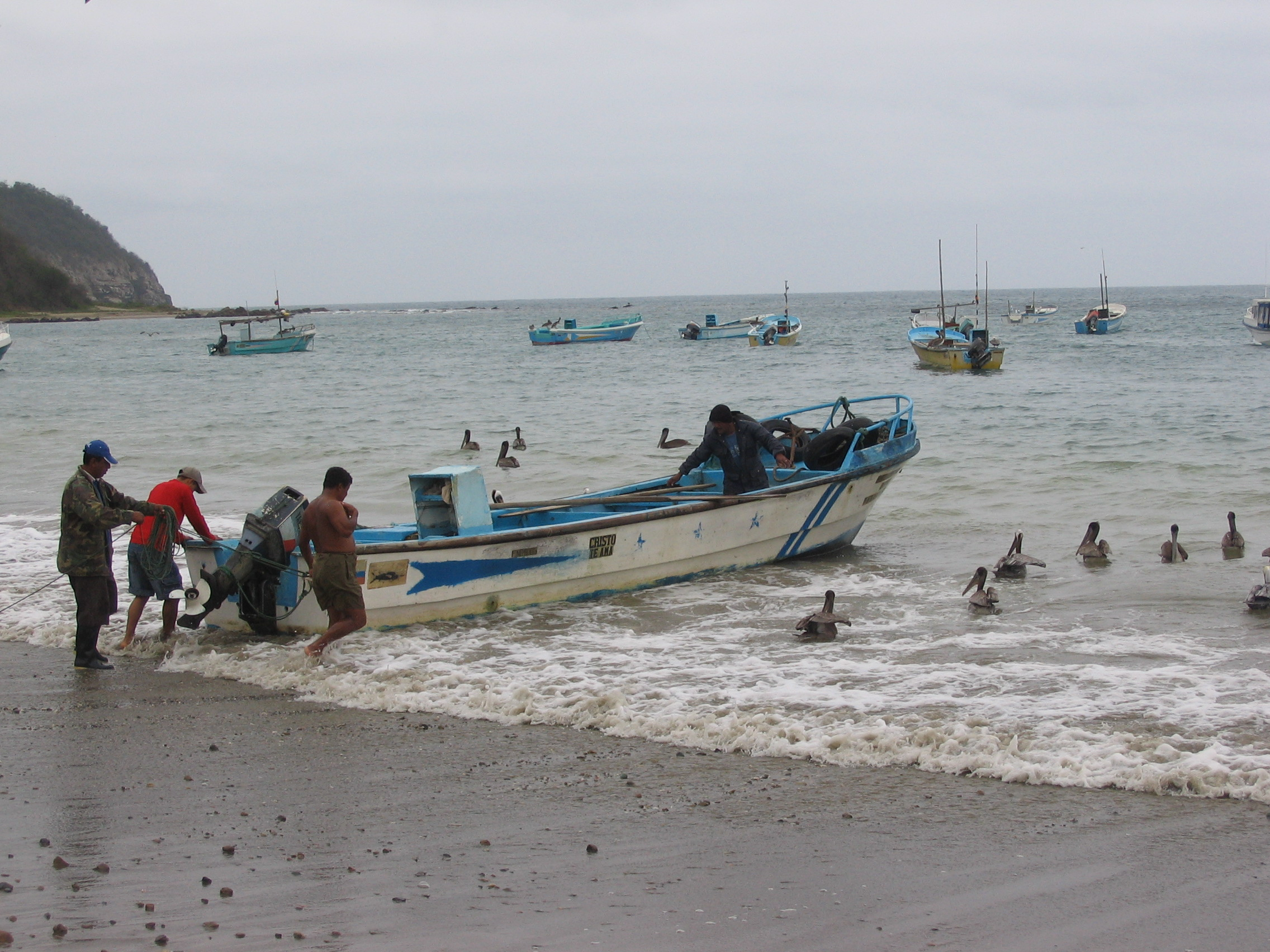
Cholos pescadores

## Chola cuencana

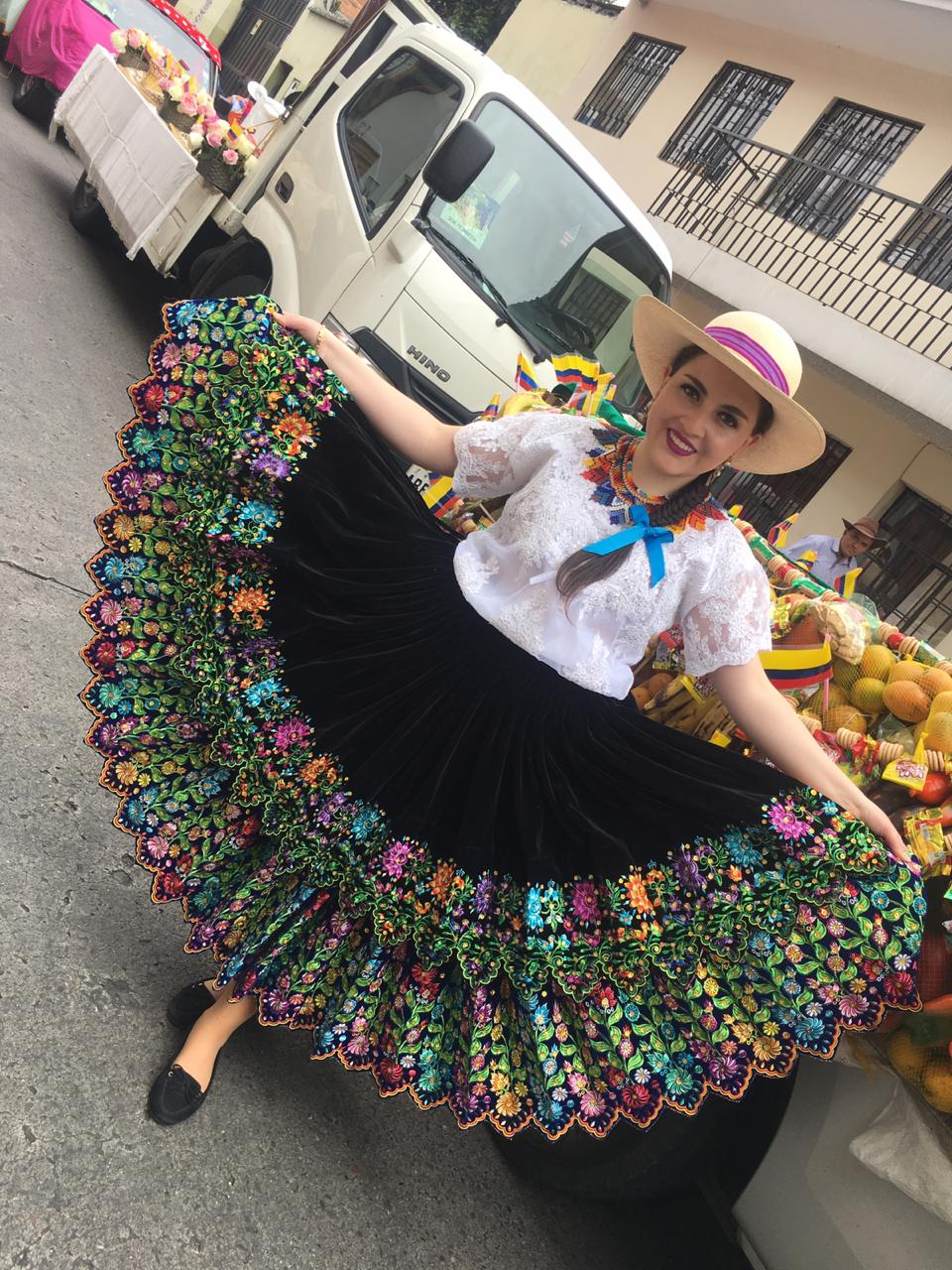
Chola cuencana con su vestido tradicional

Por otro lado en el austro de Ecuador, la palabra cholo hace referencia a los campesinos de Azuay, en específico a la chola cuencana. Se caracteriza por tener una vestimenta tradicional que se desarrolló en el siglo XVIII y es adaptada al siglo actual.  Esta actitud se ha difundido también a en la sierra centro norte, haciendo que la vestimenta tradicional sea también usada por personas mestizas cuando se representa el folclore local, sin embargo en esta zona la palabra que se usa es chagra.
La "chola" es una figura histórica y cultural que se ha documentado en las colonias españolas bajo diversas denominaciones, como "mestiza en hábito de india". Aunque el término y sus connotaciones varían entre regiones, su presencia es notable en documentos coloniales, indicando una identidad que fusionaba orígenes y roles sociales. Por ejemplo, en Cuenca, existen registros desde 1607 que mencionan a la "chola" en el ámbito de transacciones de tierras y propiedades, destacando su rol activo en la economía de la época. La indumentaria tradicional de la chola cuencana es una parte fundamental de su identidad y un emblema de la ciudad. El traje se compone de un sombrero de paja toquilla, adornado con un cintillo negro. También incluye zarcillos de oro con incrustaciones de piedras preciosas, que denotan prestigio social. El atuendo se complementa con los "paños de Gualaceo", mantas tejidas con la técnica del ikat, y dos polleras: una interior de colores vivos llamada "centro" y una exterior más sobria conocida como "bolsicón". 
El pasacalle "Chola Cuencana" es una pieza musical clave que celebra a esta figura emblemática. Originalmente un poema del poeta Ricardo Darquea Granda, la letra fue inmortalizada en 1949 por la música de Rafael Carpio Abad. La canción se convirtió en un himno popular de la región, conocido por su ritmo alegre y distintivo. Su popularidad ayudó a consolidar la imagen de la chola cuencana como un símbolo cultural de la ciudad, celebrando su historia, su encanto y su profunda conexión con la identidad de Cuenca.

### La Chola y el Chazo
La relación entre la chola y el chazo ecuatoriano se enmarca en un contexto social y económico específico del sur de Ecuador, particularmente en Azuay, Loja y El Oro. La chola, descrita como una mujer campesina de modestas condiciones, forma una pareja con el chazo. Esta dinámica no solo define su vida personal, sino también su posición dentro de la estructura social de la región en el Austro ecuatoriano. Un punto crucial que distingue al chazo es su condición de propietario de una pequeña finca. Esta propiedad le otorga un estatus social y económico que se considera superior al de un campesino jornalero. Por lo tanto, la relación entre la chola y el chazo se establece sobre una base donde el hombre posee una posición de mayor solvencia económica y un estatus social más elevado. Sobre el origen étnico de ambos, la chola y el chazo, son tradicionalmente mestizos. Este detalle es fundamental para entender su identidad cultural y su lugar en la sociedad ecuatoriana. Esta herencia mestiza no solo define su apariencia, sino también su cultura y tradiciones.

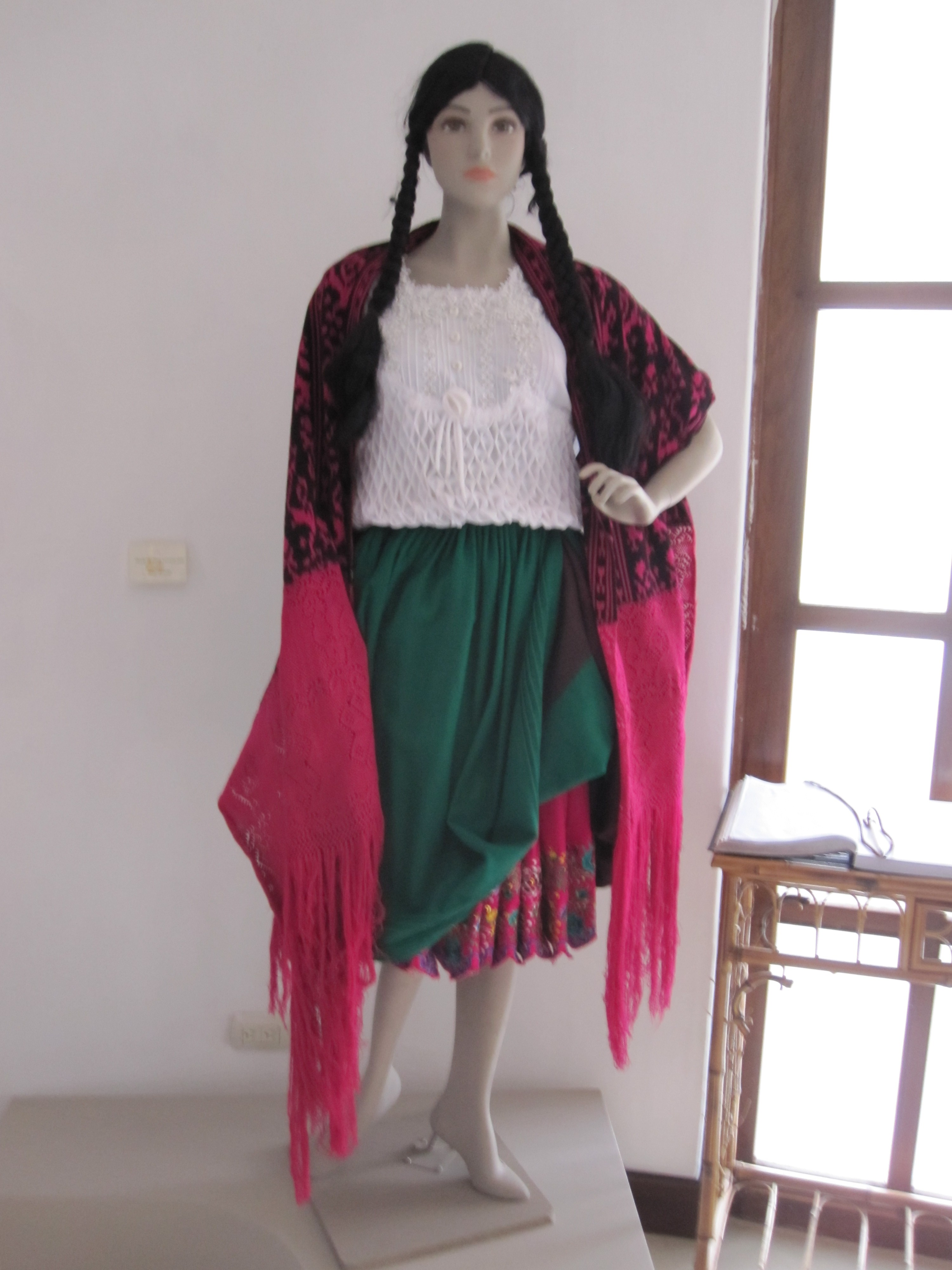
Vestimenta de la chola cuencana
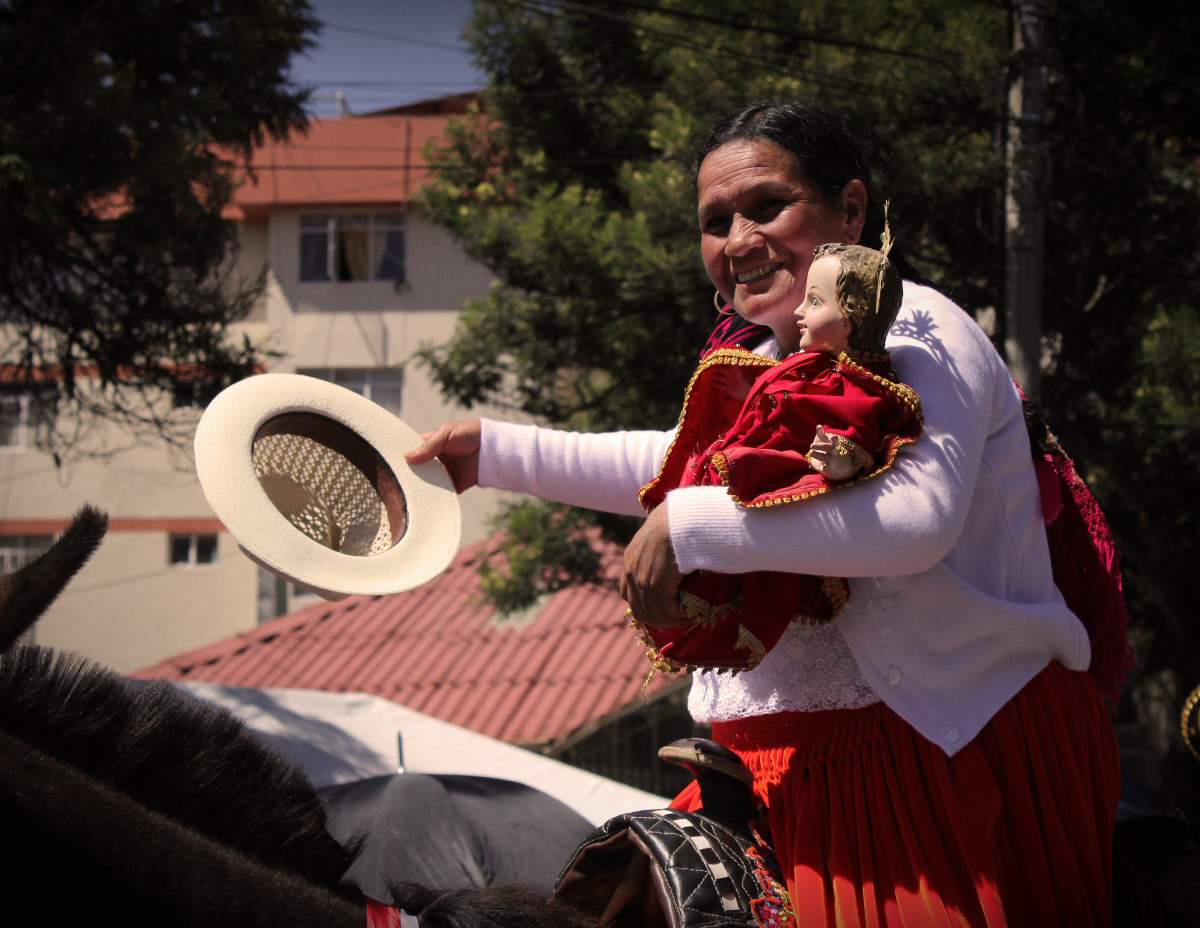
Chola cuencana en el Paso del Niño
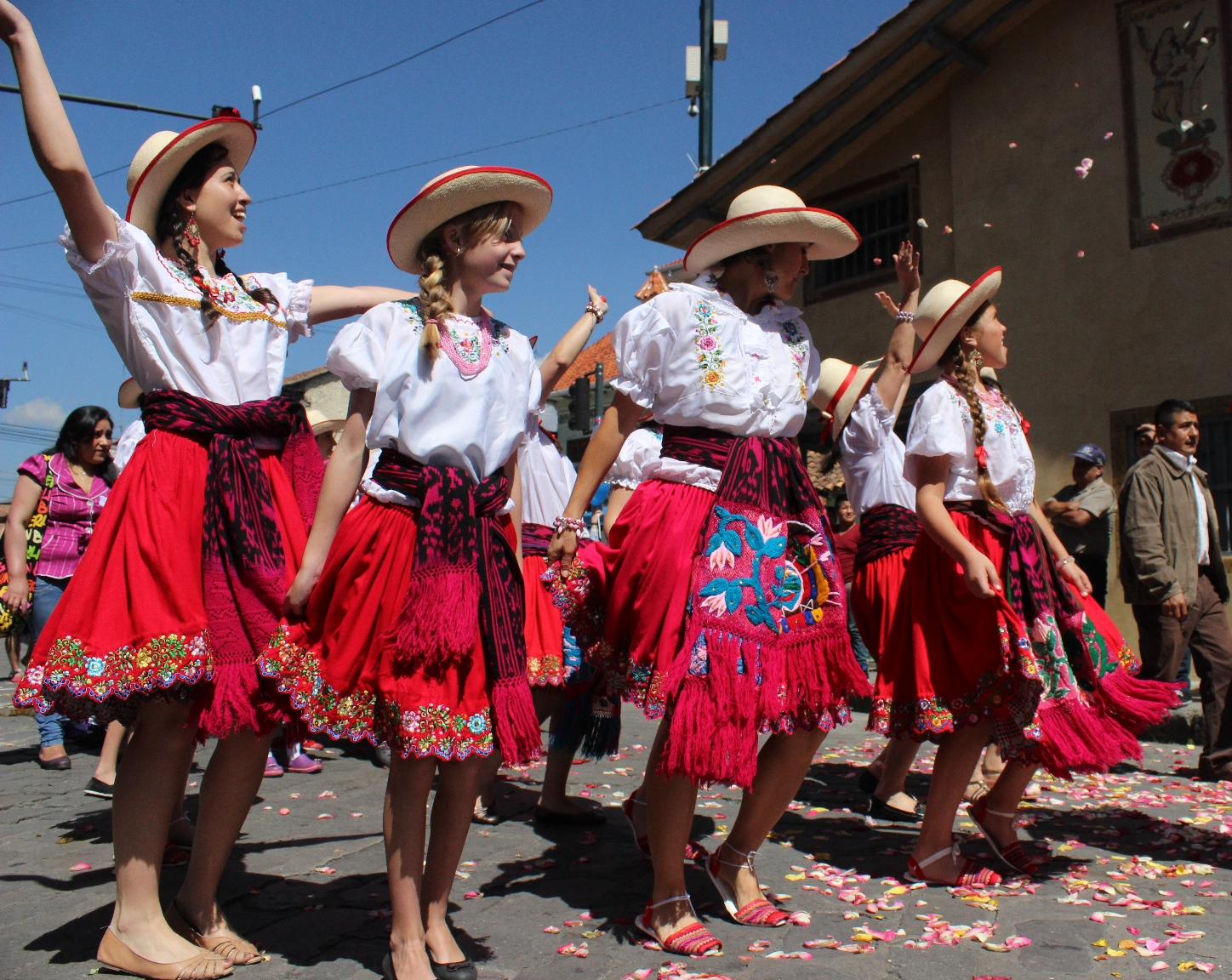
Cholas cuencanas en el desfile